# Thỏ New Zealand đỏ

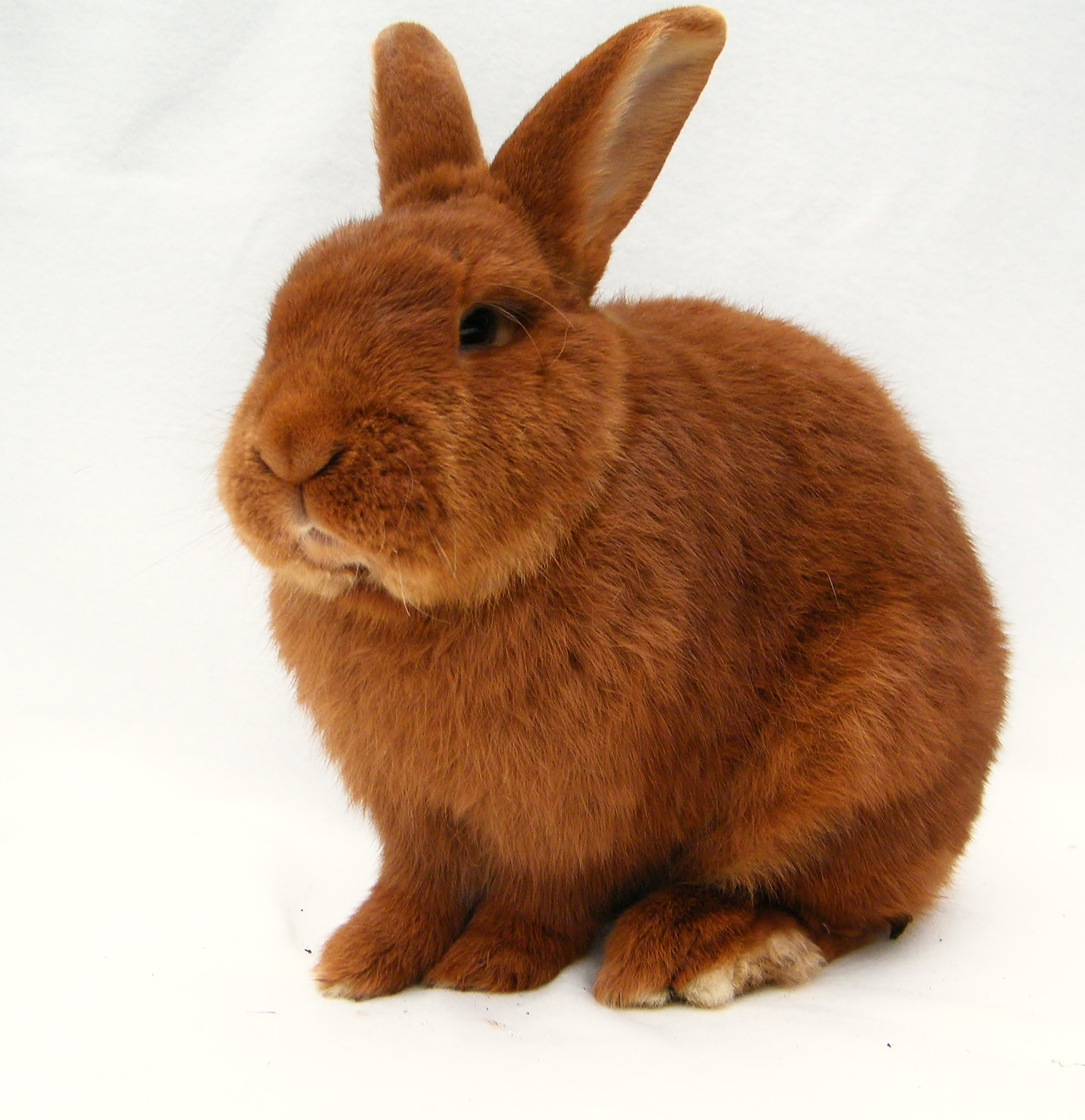
Một con thỏ đỏ

Thỏ New Zealand đỏ là một giống thỏ có nguồn gốc từ Mỹ, mặc dù tên gọi của chúng chỉ về New Zealand. Thỏ New Zealand đỏ là một con thỏ lấy thịt tuyệt vời với một nguồn cấp dữ liệu cao tỷ lệ thịt với xương tốt. Kích thước xuất chuồng là 8-12 tuần. Trọng lượng của nó là 4–5 kg (10-12 pounds). Chúng có thể đẻ con lên đến mười lăm con tại một thời điểm. Số lượng bình thường là 7-8 con tên một lứa đẻ. Thỏ Czech đỏ là một giống thỏ có nguồn gốc từ thỏ đỏ New Zealand. Thỏ New Zealand trắng cũng là một giống có nguồn gốc từ thỏ đỏ New Zealand.

## Đặc điểm
Đây là một giống thỏ có nhiều ưu điểm hơn so với các giống thỏ thông thường khác như khả năng sinh trưởng và phát triển nhanh, sinh sản nhiều, thịt thơm ngon, hấp dẫn. Chúng sinh trưởng nhanh, thành thục sớm, nhiều thịt, phù hợp với phương thức chăn nuôi công nghiệp và gia đình. Thích nghi với nhiều vùng sinh thái khác nhau. Chỉ cần diện tích đất 130m2 có thể xây dựng được hệ thống chuồng trại quy mô khoảng 600 con. Phối giống, thỏ này được phối giống với thỏ mắt ngọc ở địa phương. Kết quả là đàn thỏ lai lớn nhanh lại ít bệnh so với giống thỏ mắt ngọc thịt thỏ lai ngon.
Khối lượng qua các tháng tuổi
| Tuổi (tháng) | Trọng lượng (Kg) |
| 1            | 0,6              |
| 2            | 1,4              |
| 3            | 2,3              |
| 4            | 2,9              |
| 5            | 3,2              |
| 6            | 3,5              |
| 7            | 3,8              |
| 8            | 4,0              |

## Chăn nuôi

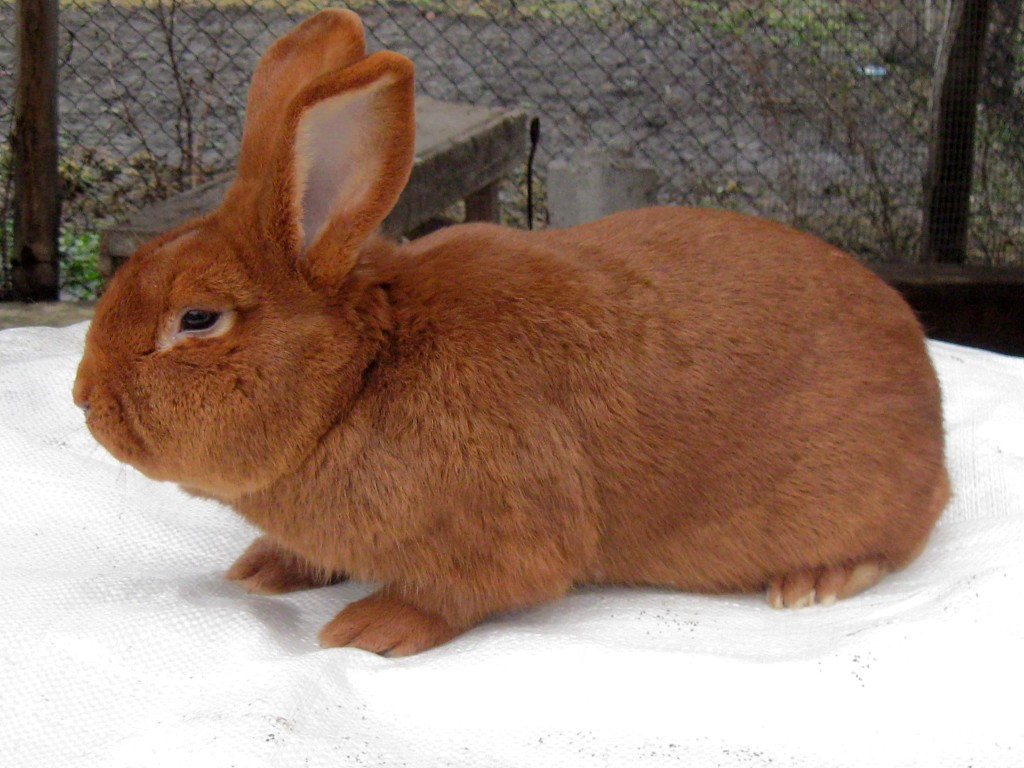

Thỏ này ăn thức ăn được chia làm hai loại là thức ăn thô và thức ăn tinh. Thức ăn thô là cỏ, rau, củ, quả. Vì là động vật gặm nhấm nên thức ăn thô của thỏ chiếm 70-80% khẩu phần thức ăn hàng ngày, lượng cho ăn vào ban đêm nhiều gấp 2-3 lần ban ngày. Thức ăn tinh bao gồm các loại hạt chính phẩm hay phế phụ phẩm nông nghiệp như ngô, khoai, sắn, cám ngô, cám gạo. Thỏ con khi nuôi từ vài tuần đến 4 tháng chỉ cần cho ăn cám viên là đủ. Ăn thêm rau cỏ thỏ dễ bị tiêu chảy và chết.
Khi thỏ trưởng thành sức đề kháng tốt hơn thể cho ăn thêm rau, cỏ đã rửa sạch sẽ và để ráo nước. Hàng ngày nên cho thỏ ăn 2 bữa rau, 1 bữa cám để tăng lượng tinh bột. đối với thỏ sinh sản và thỏ con nên hạn chế cho ăn cám vì không tốt cho sức khỏe, nên tăng cường nhiều rau xanh. Thức ăn viên phải đảm bảo thành phần dinh dưỡng cho thỏ tăng trưởng theo thời gian nuôi: 
- Thỏ con nuôi đến trưởng thành: 8 - 10% protein, 2 - 4% lipid, 10 - 20% glucid và trên 4 tháng tuổi một ít chất xơ.
- Thỏ có thai và cho con bú: 10 - 15% protein, 5 - 7% lipid, 10 - 20% glucid và thức ăn xanh.
- Thỏ lứa: 30 - 50g cám viên, mỗi ngày chia làm 2 lần và thức ăn xanh.
- Thỏ đực giống, cái nuôi con và mang thai: 80 - 100g cám viên và thức ăn xanh.

Một số bệnh thỏ thường mắc phải như: bệnh bại huyết; bệnh tụ huyết trùng; bệnh cầu trùng, bệnh tiêu chảy; bệnh nấm ngoài da với các bệnh như trên cần thực hiện theo đúng các quy trình phòng bệnh và sử dụng các loại thuốc đặc trị như thuốc Biseptol trị tiêu chảy, thuốc Griseofulvin trị nấm, thuốc Ampicoli trị tụ huyết trùng... nhìn chung, khả năng kháng bệnh của thỏ khá cao, nên rủi ro thấp trong chăn nuôi.